# LHS 288
LHS 288は赤色矮星で、太陽からの距離が約15.6光年と、りゅうこつ座で最も近い既知の恒星である。明るさは13.92等級と肉眼では見えないほど暗い。

## 名称
LHS 288の"LHS"は、「ルイテン半秒角（Luyten Half-Second）の略で、ルイテンが作った、固有運動が1年当たり0.5秒を超える高さの恒星のカタログのことである。LHS 288は、このカタログの288番目に収録されている。

## 特徴
| 太陽 | LHS 288   |
| ---- | --------- |
| 太陽 | Exoplanet |

LHS 288は閃光星であるとは報告されていないが、ROSAT衛星の観測データの分析からは、X線の異常な増光があったことが示唆され、フレアが発生したのではないかとみられる。
年周視差と固有運動の時間変化を調べたところ、木星の2.4倍程度の質量の惑星が7年周期で公転しているかのようなふらつきがみられ、更に詳しく調べる必要があるとされた。しかし、その後惑星が発見されたとする報告はない。